# بیهود
بیهود روستایی در دهستان پیشکوه بخش مرکزی شهرستان قائنات استان خراسان جنوبی ایران است. بر پایه سرشماری عمومی نفوس و مسکن در سال ۱۳۹۰ جمعیت این روستا ۱٬۷۸۵ نفر (در ۵۸۰ خانوار) بوده‌است.
دهستان پیشکوه از به هم پیوستن تعداد هفت روستای هم‌جوار در محدوده شهرستان قائنات تشکیل شده و به لحاظ دارا بودن محدوده جغرافیایی معینی برای تشکیل یکی از واحدهای تقسیمات کشور به عنوان «دهستان» انتخاب شده‌است. مرکز این دهستان، بیهود می‌باشد. روستای بیهود در فاصله ۵۰ کیلومتری شهر قاین قرار گرفته‌است. بیهود دارای زمین‌های زعفران است و بخشی از زعفران آن به تهران دیگر شهرها فرستاده می‌شود، ولی تعداد زمین‌های زعفران نسبت به سایر شهرها مثل قائن کم‌تر است. مردم بومی آن مشغول به کشاورزی و گله‌داری در زمین‌های اطراف هستند.

## واژه‌کاوی
فرهنگ دهخدا واژه «بیهود» را به این گونه معنی کرده‌است:
بیهود- برهود: چیزی را گویند که نزدیک به سوختن رسیده و آتش آن را زرد کرده باشد.
(برهان): چیزی که نزدیک است حرارت آتش، آن را زرد کند.
(رشیدی): پارچه یا چیز دیگری که به واسطه نزدیکی آتش، نزدیک به سوختن است.
عده‌ای نیز معتقدند که بیهود به معنی «چوب سفید نیمه‌سوخته‌ای است که یک طرف آن سفید و طرف دیگرش سیاه‌رنگ باشد» و این حالت در کوه‌های اطراف بیهود نمایان است.
جوانی رفت پنداری نخواهد کرد بدرودم بخواهم سوختی دانم که هم آن جای بیهودم
گفته شده که بیهود قبلاً بی حوت به معنی بدون حوت (ماهی) است، یعنی جایی که ماهی در آب آن نمی‌تواند برای مدت طولانی زیست کند.

## تاریخ
بیهود، روستایی است با قدمتی حدود۲۵۰۰ ساله که در زمان‌های قدیم دارای نایب‌الحکومه بوده‌است. سند دقیقی دربارهٔ قدمت بیهود وجود ندارد، اما با توجه به امامزاده‌ها، گورهای مختلف در گوشه و کنار آبادی و هم‌چنین نظر به بناها و گورهای فرورفته در زیرزمین می‌توان حدس زد که این منطقه قبل از اسلام هم مسکونی بوده‌است و مردم آن زرتشتی بوده‌اند. قلعه‌های بیهود در این محل دارای چندین قلعه بوده به نام‌های قلعه خند، قلعه محله رضوان، قلعه علی‌شاه بزبیشه، قلعه سرچشمه گریمنج، قلعه نو.

## موقعیت جغرافیایی
- روستای بیهود بین ۵۹ درجه و ۱۲ دقیقه تا ۵۹ درجه و ۱۴ دقیقه شرقی و عرض جغرافیایی ۳۳ درجه و ۴۲ دقیقه تا ۳۳ درجه و ۴۵ دقیقه شمالی واقع شده‌است.
- طول و عرض جغرافیایی روستای بیهود: بخش بیهود بین ۳۳ درجه و ۱۵ دقیقه تا ۳۴ درجه و ۱۲ دقیقه عرض شمالی و ۵۸ درجه و ۳۸ دقیقه تا ۶۰ درجه و ۵۶ دقیقه طول شرقی واقع شده‌است.
- ارتفاع بیهود از سطح دریا بقولی ۱۴۴۰ متر و به قولی ۱۸۳۰ متر می‌باشد.

عمده محصول بیهود زعفران است.

## آب و هوا
این روستا برخوردار از آب و هوای نیمه معتدل ملایم بوده که در همه جا یکسان است.
روستای بیهود اغلب ایام به ویژه تابستانها سردترین شهر خراسان و گاه سردترین شهر کشور می‌باشد. بیش از ۱۰۰ روز آن در سال یخبندان بوده و متوسط بارش سالیانه آن به ۱۷۵ میلی‌متر می‌رسد. زمان بارش آن اواخر زمستان و اوایل بهار و به برکت نفوذ توده‌های مرطوب مدیترانه ای و سودانی است با نفوذ توده هوای سرد سیبری در فصل زمستان بشدت از دمای هوا کاسته شده و در فصل تابستان چله بادهای تابستانی از شدت درجه حرارت می‌کاهند. میانگین دمای سالانه بیهود ۱۴٫۹ درجه سانتیگراد است.

## جغرافیا
روستای بیهود مرکز پیشکوه است که از طرف شمال به روستای گریمنج و اسلام‌آباد، از طرف جنوب به شهرک هاشمیه، از طرف مغرب به روستای نوغاب و شندان غرب متصل است و از طرف مشرق به روستای خونیک تجن می‌رسد. این روستا در میان حصاری از کوه‌های نسبتاً بلند قرار گرفته‌است، به‌طوری‌که انسان بعد از این‌که فاصله دید خود را از محیط روستا و زمین‌های زیرکشت آن بالاتر ببرد، خود را در محیطی بسته احساس می‌کند که چشمش آنچه را می‌بیند کوه‌است و کوهسار آب و هوای این منطقه، آب و هوای معتدل کوهستانی می‌باشد. مرداد و شهریور گرمترین ماه‌های سال و دی و بهمن کم آفتاب‌ترین ماه‌های سال می‌باشد. کشاورزی بستگی زیاد به میزان باران سالیانه خصوصاً باران‌های بهاری دارد زیرا قسمت عمده محصول این منطقه به‌صورت دیم کشت می‌شود و باران‌های متوالی بهاری، شرط اصلی بازدهی محصولات دیمی می‌باشد میزان بارندگی سالیانه ۱۶ میلی‌متر است دور تا دور روستا قنات‌های کوچکی وجود دارد که به «چشمه‌زار» و «کلاته» مشهور است.

## شخصیت‌ها
- محمدعلی حائری
- محمدباقر عرفانی
- عباس خالصی
- محمد باقر خالصی
- حسن فنائی بیهودی
- مرتضی تقوی
- محمود کاوه